# Stela lui Merneptah

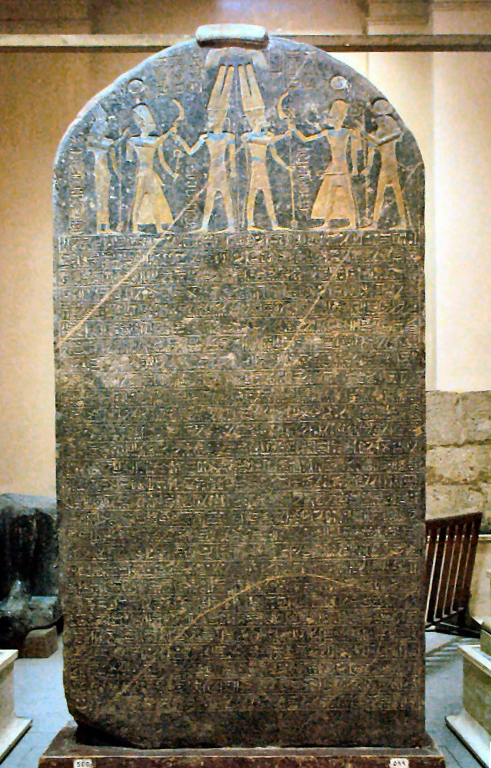
Stela lui Merneptah, Muzeul din Cairo

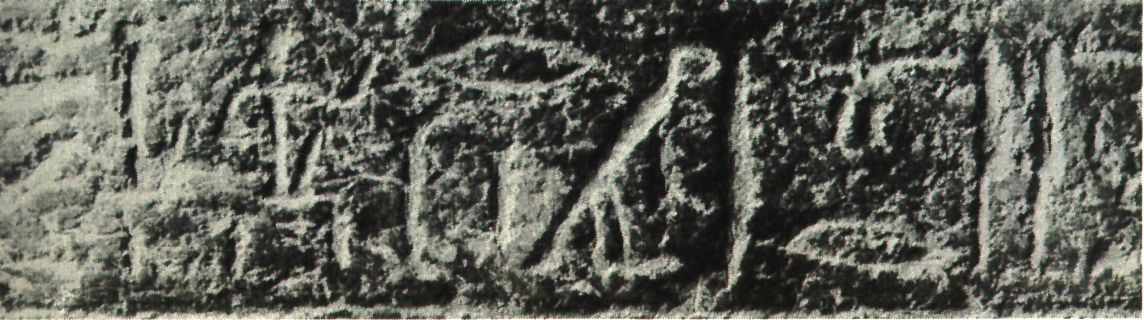
Fragment de pe Stela lui Merneptah pe care scrie cu hieroglife Israel este pustiit; semințiile lui nu mai sunt - singurul obiect antic egiptean acceptat pe care s-a identificat cuvântul Israel

Stela lui Merneptah - cunoscută și sub numele de Stela lui Israel sau Stela Victoriei lui Merneptah - este o inscripție a faraonului Merneptah (care a domnit în perioada: 1213 - 1203 î.Hr.), care apare pe reversul unui stele de granit ridicată de către faraonul Amenhotep al III-lea.  Obiectul a  fost descoperit de către Flinders Petrie în 1896, la Teba.
Stela a câștigat multă faimă și notorietate pentru că pare a fi singurul document antic egiptean, acceptat pe scară largă, care menționează cuvântul Isrir sau Israel. Este, de asemenea, de departe, cea mai veche atestare cunoscută a gentilicului Israel. Din acest motiv, mulți cercetători o denumesc Stela lui Israel.